# Rudolf Klein-Rogge
Friederich Rudolf Klein-Rogge (Colònia, Alemanya, 24 de novembre de 1885 − Graz, 29 de maig de 1955) va ser un destacat actor de cinema alemany. Klein-Rogge, és conegut per interpretar a figures sinistres en el cinema dels anys 1920 i 1930, a més de ser un dels actors principals a pel·lícules del destacat director de cinema Fritz Lang.

## Biografia
Klein-Rogge va començar a fer classes d'interpretació mentre estudiava història de l'art a Berlín i Bonn. Klein-Rogge, va fer el seu debut com a actor l'any 1909, intrepretant a Cassi de Juli Cèsar a Halberstadt.
 Klein-Rogge va actuar a teatres de Düsseldorf, Kiel i Aquisgrà. A Aquisgrà, va conèixer a l'actriu i guionista Thea von Harbou, amb la qual es va el 1914. Un any després Klein-Rogge es va unir al teatre Städtische Bühne de Nuremberg com a actor i director.
El 1919 l'actor va començar a actuar en pel·lícules. Va aparèixer de criminal, en un paper sense acreditar, a la històrica El gabinet del Dr. Caligari. Durant aquest temps, von Harbou estava tenint relacions amb del director Fritz Lang i amb el temps va deixar de Klein-Rogge, per casar-se amb Lang l'any 1922. Tot i la divisió, Klein-Rogge, va fer diverses pel·lícules que van ser escrits per von Harbou i dirigides pel mateix Lang, com a Der müde Tod, el Dr Mabuse el jugador, Die Nibelungen, Metropolis i Spione. La intensa mirada de l'actor, el condueixen a papers similars, com ara de tirà a Reiter Fritz Wendhausen de Steinernen Der, un pirata a Arthur Robison de Pietro der Kosar, i el tsar a Casanova Alexandre Volkoff. L'última pel·lícula de Klein-Rogge amb Lang va ser El testament del Dr Mabuse el 1933, ja que després d'aquesta el director va fugir del règim nazi del Tercer Reich i va marxar als Estats Units.

## Filmografia
| - 1912: Der Film von der Königin Luise. 1. Abteilung: Die Märtyrerin auf dem Königsthron - 1913: Der Film von der Königin Luise. 2. Abteilung: Aus Preußens schwerer Zeit - 1919: Spiele eines Milliardärs - 1919: Das Licht am Fenster - 1919: Die Launen eines Milliardärs - 1919: Morphium - 1919: Flitter Dörtje - 1919: Nonne und Tänzerin - 1920: Die geschlossene Kette - 1920: Das wandernde Bild - 1920: Die Schreckensnacht im Irrenhaus Ivoy - 1920: Wildes Blut, von Robert Wiene - 1920: Der schwarze Graf, von Otz Tollen - 1920: Vier um die Frau - 1921: Perlen bedeuten Tränen - 1921: Die Nacht des Cornelius Brower - 1921: Am Webstuhl der Zeit - 1921: Der müde Tod - 1921: Zirkus des Lebens - 1922: Doktor Mabuse, der Spieler - 1923: Der steinerne Reiter - 1923: Die Prinzessin Suwarin - 1923: Schatten – Eine nächtliche Halluzination - 1924: Die Nibelungen - 1925: Der Mann seiner Frau - 1925: Pietro der Korsar - 1926: Die lachende Grille - 1926: Mädchenhandel – Eine internationale Gefahr - 1926: Der rosa Diamant - 1927: Metropolis - 1927: Der Zigeunerbaron - 1927: Die letzte Nacht - 1927: Der Herr der Nacht - 1927: Casanova - 1927: Tingel Tangel – Trommelfeuer der Liebe - 1927: Die raffinierteste Frau Berlins – Aus dem Tagebuch einer raffinierten Frau - 1927: Das Mädchen aus Frisco - 1928: Eine Nacht in Yoshiwara - 1928: Wolga Wolga - 1928: La Faute de Monique - 1928: Die Sandgräfin - 1928: Spione - 1928: Mädchenschicksale - 1928: Die schönste Frau von Paris - 1929: Tu m'appartiens! - 1929: Le Requin - 1929: Le Maison Des Hommes Vivants | - 1929: Meineid - 1930: Tarakanova - 1932: Der weiße Gott-Eskimo - 1933: Das Testament des Dr. Mabuse - 1933: Der Judas von Tirol - 1934: Zwischen Himmel und Erde - 1934: Die Frauen vom Tannhof - 1934: Der Fall Brenken - 1934: Elisabeth und der Narr - 1934: Hanneles Himmelfahrt - 1934: Die Schmuggler vom Watzmann/Grenzposten IV - 1934: Die Welt ohne Maske - 1934: Grenzfeuer - 1934: Gern hab ich die Frauen geküßt - 1935: Das Einmaleins der Liebe - 1935: Der alte und der junge König - 1935: Der Kosak und die Nachtigall - 1935: Der Ammenkönig - 1936: Ein seltsamer Gast - 1936: Die Stunde der Versuchung - 1936: Moral - 1936: Das Hofkonzert - 1936: Der Kaiser von Kalifornien - 1936: Die un-erhörte Frau - 1936: Intermezzo - 1937: Die gelbe Flagge - 1937: Ab Mitternacht - 1937: Truxa - 1937: Die göttliche Jette - 1937: Der Katzensteg - 1937: Die Frau und der Tod - 1937: Madame Bovary - 1937: Streit um den Knaben Jo - 1937: Der Herrscher - 1938: Abenteuer in Marokko - 1938: Zwei Frauen - 1939: Parkstraße 13 - 1939: Menschen vom Varieté - 1939: Kennwort Machin - 1939: Rheinische Brautfahrt - 1939: Schneider Wibbel - 1939: Robert Koch, der Bekämpfer des Todes - 1940: Die unvollkommene Liebe - 1940: Kora Terry - 1940: Das Herz der Königin - 1942: Hochzeit auf Bärenhof - 1949: Hexen |